# Onthophagus asperodorsatus
Onthophagus asperodorsatus là một loài bọ cánh cứng trong họ Bọ hung (Scarabaeidae).